# Dick Stockton
Richard "Dick" Stockton (ur. 18 lutego 1951 w Nowym Jorku) – amerykański tenisista, zwycięzca US Open 1975 i French Open 1984 w grze mieszanej, zdobywca Pucharu Davisa 1979.

## Kariera tenisowa
Zawodowym tenisistą Stockton był w latach 1971–1986. W tym czasie wygrał osiem turniejów rangi ATP World Tour w grze pojedynczej i osiągnął dziesięć finałów. W grze podwójnej triumfował w szesnastu imprezach ATP World Tour i przegrał piętnaście finałów. Startował również w zawodach mikstowych, triumfując w dwóch imprezach Wielkiego Szlema oraz ponosząc porażkę w jednym finale.
W latach 1973–1979 reprezentował Stany Zjednoczone w Pucharze Davisa, notując bilans pięciu zwycięstw i pięciu porażek. W 1979 zdobył z zespołem trofeum, mimo że w rundzie finałowej nie uczestniczył.
W rankingu gry pojedynczej Stockton najwyżej był na 8. miejscu (1 listopada 1977), a w klasyfikacji gry podwójnej na 13. pozycji (30 sierpnia 1977).

### Finały w turniejach wielkoszlemowych

#### Gra mieszana (2–1)
| Końcowy wynik | Nr | Data            | Turniej               | Nawierzchnia | Partnerka    | Przeciwnicy                  | Wynik finału  |
| ------------- | -- | --------------- | --------------------- | ------------ | ------------ | ---------------------------- | ------------- |
| Zwycięzca     | 1. | 7 września 1975 | US Open, Forest Hills | Ceglana      | Rosie Casals | Billie Jean King Fred Stolle | 6:3, 6:7, 6:3 |
| Finalista     | 1. | 3 lipca 1976    | Wimbledon, Londyn     | Trawiasta    | Rosie Casals | Françoise Durr Tony Roche    | 3:6, 6:2, 5:7 |
| Zwycięzca     | 2. | 10 czerwca 1984 | French Open, Paryż    | Ceglana      | Anne Smith   | Anne Minter Laurie Warder    | 6:2, 6:4      |